# Ximena Zomosa
Ximena Zomosa (sinh năm 1966 tại Santiago, Chile) lànghệ sĩ thị giác, người phụ trách hoạt động nghệ thuật đương đại  và nghệ thuật khái niệm. Các tác phẩm của bà đều mang diễn ngôn về giới nữ, theo quan điểm về giới tính xã hội.  Bà là nhà quản lý và nhà giám tuyển tại Phòng trưng bày nghệ thuật thanh niên Balmacesa, một không gian nghệ thuật dành cho các nghệ sĩ Chile mới nổi.
Zomosa học ngành nghệ thuật tại trường Đại học Công giáo Chile.  Tác phẩm của bà mang đặc trưng:  "la originalidad mostrada en el empleo de materiales sacados de la vida cotidiana y dispuestos en instalaciones inusuales (...). En su afán transformatorio, es evidente un sentido autobiográfico e irónico frente a lo femenino y lo doméstico"(" tính nguyên bản của tác phẩm thể hiện ở việc sử dụng nhuần nhuyễn các tư liệu từ cuộc sống thường ngày và biểu hiện trong các cách bài trí lạ thường (...). Trong sự hoán đổi đầy háo hức ấy, có một cảm giác mang tính tự thuật nhưng thật trớ trêu thay, khi đối mặt với những vấn đề mang tính tự thuật ấy lại là vấn đề nữ quyền trong nước").
Năm 2004, Zomosa nhận giải thưởng Altazor về Nghệ thuật Quốc gia, hạng mục Nghệ thuật sắp đặt và Video cho tác phẩm Colección de la artista (Bộ sưu tập của nghệ sĩ).
Trong suốt sự nghiệp của mình, Zomosa tham gia các triển lãm cá nhân cũng như triển lãm của các nghệ sĩ khác, bao gồm triển lãm V Bienal de Estandartes tại Tijuana (2008); triển lãm Concours Matisse 1992, Concours Matisse 1994 và II Biennial Premio Gunthe, trong Bảo tàng Mỹ thuật Quốc gia Chile (1992, 1994, và 1995, tương ứng); triển lãm Última Generación tại Bảo tàng Nghệ thuật Hiện đại Chiloé (1995), triển lãm Hàng ngày tại Phòng trưng bày Nghệ thuật New South Wales cho Biên niên sử Sydney (1998); triển lãm El Lugar dentro tại Bảo tàng Casa Colorada (1999); triển lãm Proyecto de Borde tại Bảo tàng Nghệ thuật Đương đại Valdivia (1999); triển lãm Dự án N11, Muro Sur arte chileno contemporáneo ở Thượng Hải (2004); triển lãm Portable Portable, Project of a Boundary tại Artspace Sydney Visual Arts Centre ở Sydney (2005); triển lãm Arte Mujer y Compromiso Político tại Bảo tàng Đoàn kết Salvador Allende (2009), và các triển lãm khác ở Hoa Kỳ, Châu Mỹ Latinh, Úc và Châu Âu.